# 和為美
和為美（？—？），和名浦添親方景明，琉球第二尚氏王朝政治人物、三司官。和姓古謝家系祖。
和為美在尚清王在位期間擔任三司官職務，被授予國頭間切總地頭職，稱國頭親方。尚清臨終時，與同僚毛龍吟（新城親方安基）、葛可昌（城間親方秀信）受命輔佐世子尚元。然而和為美、葛可昌卻違反遺囑，想要立伊江王子尚鑑心為王。毛龍吟在朝堂上手提薙刀叱責二人，和、葛二人畏懼而不敢複言，尚元因此得以順利繼位。
1559年，葛可昌被罷免官職，流放久米島。1567年（隆慶元年）毛龍吟死後獲得赦免，賜紫冠，領浦添間切總地頭職，稱浦添親方。
和為美的長女是毛龍吟的正室。長子浦添景平的繼室為尚韶威（今歸仁王子朝典）之女。